# Successió de Thue-Morse

Aquest gràfic mostra la composició repetida i complementària de la seqüència Thue-Morse.

En matemàtiques, la seqüència Thue–Morse o Prouhet–Thue–Morse és la seqüència binària (una seqüència infinita de 0s i 1s) que es pot obtenir començant per 0 i afegint successivament el complement booleà de la seqüència obtinguda fins ara. De vegades s'anomena seqüència de compartició justa per les seves aplicacions a la seqüència de divisió justa o de paritat. Els primers passos d'aquest procediment donen les cadenes 0, 01, 0110, 01101001, 0110100110010110, etc., que són els prefixos de la seqüència Thue–Morse. La seqüència completa comença:
01101001100101101001011001101001....
La seqüència porta el nom d'Axel Thue i Marston Morse.

## Definició
Hi ha diverses maneres equivalents de definir la seqüència Thue-Morse.

Quan es compta en binari, la suma de dígits mòdul 2 és la seqüència Thue-Morse

### Definició directa
Per calcular l'nè element tn, escriu el nombre n en binari. Si el nombre d'uns en aquesta expansió binària és senar, aleshores t n = 1, si és parell llavors tn = 0. És a dir, t n és el bit de paritat per a n. John H. Conway et al. nombres considerats n que satisfan tn = 1 és odiós (pretensió que sigui semblant als senars) i nombres per als quals tn = 0 per ser nombres dolents (similars a parells).

### Generació ràpida de seqüències
Aquest mètode condueix a un mètode ràpid per calcular la seqüència de Thue-Morse: comença amb t0 = 0, i després, per a cada n, trobeu el bit d'ordre més alt en la representació binària de n que sigui diferent del mateix bit en la representació de n − 1. Si aquest bit està en un índex parell, tn difereix de tn − 1, i en cas contrari és el mateix que tn − 1.
```
def
 
generate_sequence
(
seq_length
:
 
int
):

 
"""Thue–Morse sequence."""

 
value
 
=
 
1

 
for
 
n
 
in
 
range
(
seq_length
):

 
# Note: assumes that (-1).bit_length() gives 1

 
x
 
=
 
(
n
 
^
 
(
n
 
-
 
1
))
.
bit_length
()
 
+
 
1

 
if
 
x
 
&
 
1
 
==
 
0
:

 
# Bit index is even, so toggle value

 
value
 
=
 
1
 
-
 
value

 
yield
 
value

```

L'algorisme resultant triga un temps constant a generar cada element de la seqüència, utilitzant només un nombre logarítmic de bits (nombre constant de paraules) de memòria. 

### Relació de recurrència
La seqüència Thue–Morse és la seqüència tn que satisfà la relació de recurrència
{\displaystyle {\begin{aligned}t_{0}&=0,\\t_{2n}&=t_{n},\\t_{2n+1}&=1-t_{n},\end{aligned}}}
per a tots els nombres enters no negatius n.

### Sistema L

Seqüència Thue–Morse generada per un sistema L

La seqüència Thue–Morse és una paraula mòrfica: és la sortida del següent sistema de Lindenmayer:
| Les variables | 0, 1               |
| Constants     | Cap                |
| Començar      | 0                  |
| Normes        | (0 → 01), (1 → 10) |

## Propietats
La seqüència Thue–Morse és una paraula uniformement recurrent: donada qualsevol cadena finita X de la seqüència, hi ha una certa longitud nX (sovint molt més llarga que la longitud d'X) de manera que X apareix en cada bloc de longitud nX. Notablement, la seqüència de Thue-Morse és uniformement recurrent sense ser ni periòdica ni eventualment periòdica (és a dir, periòdica després d'algun segment inicial no periòdic).